# Max Steinberg
Max J. Steinberg (* 9. Juli 1988 in Washington, D.C.) ist ein professioneller US-amerikanischer Pokerspieler. Er trägt den Spitznamen Mighty Max und gewann 2012 ein Bracelet bei der World Series of Poker.

## Pokerkarriere
Steinberg begann im Jahr 2005 gemeinsam mit seinem Zwillingsbruder Daniel das Pokerspielen.
Seine erste Geldplatzierung bei einem Live-Turnier erzielte Steinberg im Mai 2008 beim Main Event der Latin American Poker Tour in San José. Dort belegte er den zweiten Platz und erhielt knapp 150.000 US-Dollar. Im Juni 2010 war er erstmals bei der World Series of Poker (WSOP) im Rio All-Suite Hotel and Casino am Las Vegas Strip erfolgreich und erreichte bei einem Turnier der Variante No Limit Hold’em den Finaltisch. Dort wurde er Zweiter hinter dem Kanadier Pascal Lefrançois und sicherte sich rund 350.000 US-Dollar. Bei der WSOP 2012 gewann Steinberg das 33. Event und erhielt neben der Siegprämie von 440.000 US-Dollar ein Bracelet. Ende August 2012 erreichte er den Finaltisch beim Main Event der World Poker Tour in Los Angeles und landete auf dem mit knapp 300.000 US-Dollar dotierten zweiten Platz. Bei der WSOP 2013 erzielte Steinberg fünf Geldplatzierungen und kam an zwei Finaltische, was ihm Preisgelder von knapp 350.000 US-Dollar zusicherte. Im Juli 2015 erreichte er beim Main Event der WSOP mit dem fünftgrößten Stack den Finaltisch, der im November 2015 ausgespielt wurde. Dort belegte Steinberg den vierten Platz und erhielt ein Preisgeld von mehr als 2,5 Millionen US-Dollar. Seitdem blieben größere Turniererfolge aus.
Insgesamt hat sich Steinberg mit Poker bei Live-Turnieren mehr als 4,5 Millionen US-Dollar erspielt.